# 近代文藝社
株式会社近代文藝社（きんだいぶんげいしゃ ）は、日本の出版社。

## 概要
運営方針
一、美しい本をつくりたい
一、価値ある本を作りたい
一、出版の底辺を広めたい
営 業 案 内
書籍出版販売
取引書籍取次店
トーハン・日販・大阪屋栗田（ＯａＫ）・八木書店・中央社・地方小出版
加 盟 団 体
日本書籍出版協会・出版梓会

## 沿革
- 1982年5月 - 創業

## 特色
原稿募集に基づき、原稿を送付すると、企画出版（Aタイプ）、自費出版ではあるが書店注文可能（Bタイプ）、私家版（Cタイプ）の3つのタイプに分類されて出版される。

## 出版物
文芸書、写真集、辞典、エッセイ、評論等多岐にわたる
。

## その他の活動
- 文化的事業としてのカルチャー教室の経営
- 文化講演会の企画と開催